# NGC 2235
NGC 2235 (również PGC 18906) – galaktyka eliptyczna (E2), znajdująca się w gwiazdozbiorze Złotej Ryby. Odkrył ją 30 listopada 1834 roku John Herschel.